# Незлобная
Незло́бная — станица в Георгиевском городском округе Ставропольского края Российской Федерации.

## Этимология
По одной из версий населённый пункт предположительно назван по доброте нрава его жителей.

Авторство самого названия, несомненно принадлежит генерал-губернатору Саратовскому и Кавказскому П. С. Потёмкину, руководившему гражданской колонизацией края. Вполне вероятно, что оно символизировало миролюбивые намерения Российской империи на новых кавказских землях.— Колесников В. А. Станицы Ставрополья: последняя треть XVIII в. — 1917 г.:266
В 1861 году, после переселения станицы Незлобной на место упразднённой станицы Бабуковской:270, первой из них также было присвоено наименование Бабуковская. В прошлом на этих землях располагалось кабардинское поселение Бабуков аул, название которого произошло от кабардинской фамилии адыг. Бабыгу.
В 1862 году название Бабуковская было отменено по просьбе населения станицы, и та стала именоваться Незлобной.

## География
Территория станицы примыкает с юго-запада к городу Георгиевску. Расположена на левом берегу реки Подкумок, грузовая железнодорожная станция — конечная на ветке от Георгиевска, в 9 км от железнодорожной станции «Георгиевск». Исторический центр — в районе Незлобненского комбината хлебопродуктов — старая станица. Выделяются производственный корпус НКХП, заводоуправления, станичной администрации (всё построено в начале XX века). Остальная часть станицы имеет прямоугольную планировку. В 1960-80-е застраивались территории на западе и севере станицы, в 1990-е — на востоке и северо-западе жителями Георгиевска. Застроено более 1200 га.

## История

### XVIII век
Населённый пункт основан в 1784 году как село Незлобное на правом берегу реки Золки (по другим источникам датой основания селения считаются 1782, 1786—1787 годы):266. Население Незлобного составляли главным образом однодворцы, переселившиеся из Харьковского, Курского, Тамбовского наместничеств, а также экономические крестьяне из Симбирского, Воронежского наместничеств и выходцы из других мест Российской империи:266—267.
После образования в 1785 году Кавказского наместничества село Незлобное было включено в состав Екатериноградского уезда:267, а в 1790 году, в связи с упразднением последнего, отошло к Георгиевскому уезду (с 1827 года — Георгиевскому округу). На тот момент в Незлобном числилось 295 жителей (182 мужчины и 113 женщин):267.

### XIX век
В начале XIX века поселение на Золке упоминается в отдельных источниках как деревня Незлобная:268. По сведениям за 1816 год в ней проживало 540 человек (305 мужчин и 235 женщин):268. В том же году здесь был построен деревянный молитвенный дом. В середине 1820-х годов в населённом пункте насчитывалось 85 дворов, имелась водяная мельница. Основным занятием местных жителей являлись земледелие и скотоводство:268.
В 1810—1830-х годах периодически происходили нападения горцев на селения Кавказской губернии (с 1822 года — Кавказской области). Среди пострадавших оказались и жители Незлобного. 9 июня 1828 года селение было почти полностью сожжено черкесами:269, а значительная часть незлобненцев убита, ранена или угнана в плен.
По указу Николая I от 2 декабря 1832 года «Об усилении обороны Кавказской линии посредством обращения в сословие линейных казаков жителей некоторых ближайших казённых селений» село Незлобное получило статус станицы и 1 января 1833 года было причислено из Пятигорского округа (до 1830 года — Георгиевского) к Волгскому полку Кавказского линейного казачьего войска:269.
В 1861 году станица Незлобная была перенесена с реки Золки на реку Подкумок из-за продолжительной засухи, от которой незлобненцы страдали на протяжении нескольких лет. Новым местом их поселения стали земли бывшей станицы Бабуковской (до 1822 года — Бабуковский аул:203):270, расформированной в 1860 году:203.
После открытия станции на Владикавказской железной дороге в 1875 году, стала бурно развиваться. До 1913 года через Незлобную проходила магистраль железной дороги от Ростова до Баку, а станция Незлобная была одной из главных на линии. Здесь была длительная стоянка пассажирских поездов и меняли паровоз.
В 1913 году железная дорога была перенесена на десять километров севернее — в Георгиевск. В Незлобной осталась лишь тупиковая ветка.
К концу XIX века в Незлобной действовали 2 завода: кирпичный, выпускавший до 200 тыс. кирпича в год, и черепичный. С начала XX века Незлобная становится промышленным посёлком. Здесь появились предприятия по переработке пшеницы; мельница, основанная в 1908 г. Кащенко, стала одной из крупнейших на Северном Кавказе. Переработанное зерно отправлялось в Новороссийск, Петербург и Прибалтику. Предприниматель Кащенко построил школу, где работали 5 учителей и дьякон. Учились в большинстве своём мальчики.
Станица входила в Пятигорский отдел Терской области.

### XX век
В начале XX века крупный центр перевалки грузов (2-е место по отправлению грузов на Северном Кавказе) и торговли (5,8 тыс. человек (1914)).
Летом 1905 года рабочие мельницы и железнодорожники Незлобной поддержали двадцатидневную забастовку минераловодских железнодорожников. Позднее станичники участвовали в попытке захвата арсенала в городе. В Незлобной, как и в Георгиевске, было объявлено военное положение.
В начале 1918 года в округе была провозглашена Советская власть. В годы гражданской войны десятки незлобненцев воевали в частях 11-й Красной Армии, в их числе Я. Енин, В. Саприн, Е. Сидоров.
В 1920 году станичники создали Незлобненскую коммуну, которая разместилась в Горькой балке на землях, конфискованных у помещика Карпушина. Первым председателем был избран Ф. Гавшин. В 1922 году появился первый ТОЗ «Свободный труд». На базе этих хозяйств в 1928 году образовался колхоз «Красный колос». Выращивали пшеницу, ячмень, овёс, кукурузу и подсолнечник. В пойме Подкумка занимались овощеводством. В 1932 году колхоз переименовали в «Великий перелом». Немного раньше (1930 г.) был создан свиноводческий совхоз «Комсомолец».
В 1934 году колхоз был разукрупнён на два — им. Буденного и «Красное знамя».
В годы Великой Отечественной войны более 500 станичников находились на фронте. Сотни из них удостоены правительственных наград. В память о погибших на войне 353 незлобненцах в станице установлен памятник.
С августа 1942 года до 10 января 1943 года жители станицы пережили чёрные дни немецкой оккупации. Здесь было расстреляно 350 чел., в их числе все проживавшие в станице евреи. Ущерб, нанесённый хозяйству только одного колхоза «Красное знамя», составил 14,5 млн руб., мельзаводу № 5 — 22,2 млн руб., мельзаводу № 6 — 10,5 млн руб., крупзаводу № 3 — около12 млн руб.
Возрождение хозяйств и предприятий потребовало огромных усилий и заняло всю послевоенную пятилетку (1946—1950 гг.). В 1945 г. восстановили ферму, к середине 50-х гг. построили ещё 2 животноводческие фермы и 2 птицефабрики (одна из них выращивала индеек).
В 1954 году колхозы «Красное знамя» и «Великий перелом» объединились в укрупненное хозяйство под новым названием «Великая дружба». Его возглавил Д. Я. Харин. Успехи в развитии хозяйства были отмечены награждением многих колхозников, в их числе были М. Е. Шогян, А. И. Руденко, В. Г. Пыльцын, В. Г. Коротнев.
Интенсивно развивалось хозяйство во 2-й половине 70-х гг., когда колхоз стал многоотраслевым, и была достигнута высокая рентабельность производства. Колхоз построил Дом культуры, 3 новые школы, профессионально-техническое училище, дошкольные учреждения, библиотеку, музыкальную школу. Работали поликлиника, больница на 180 мест и фельдшерско-акушерский пункт.

### XXI век
В июне 2016 года подтоплена из-за ливней.
До 2017 года станица была административным центром упразднённого Незлобненского сельсовета.

## Население
| 1789    | 1790    | 1795    | 1816    | 1865  | 1870  | 1882    | 1890    | 1896    |
| ------- | ------- | ------- | ------- | ----- | ----- | ------- | ------- | ------- |
| 224     | ↗295    | ↘183    | ↗540    | ↗1635 | ↘1402 | ↗1888   | ↗2283   | ↗2776   |
| 1911    | 1914    | 1925    | 1926    | 1939  | 1959  | 1979    | 1989    | 2002    |
| ↗3252   | ↗5798   | ↘5027   | ↗5984   | ↗7749 | ↗8677 | ↗13 354 | ↗15 127 | ↗18 087 |
| 2010    | 2014    | 2021    | 2023    |       |       |         |         |         |
| ↗19 746 | ↘19 500 | ↘19 068 | ↘19 000 |       |       |         |         |         |

Гендерный состав
По итогам переписи населения 2010 года проживали 9393 мужчины (47,57 %) и 10 353 женщины (52,43 %).
Национальный состав
По данным переписи 2002 года, 69 % населения — русские.
По итогам переписи населения 2010 года проживали следующие национальности (национальности менее 1 %, см. в сноске к строке «Другие»):
| Национальность | Численность | Процент |
| -------------- | ----------- | ------- |
| Русские        | 13 043      | 66,05   |
| Армяне         | 4359        | 22,08   |
| Цыгане         | 1044        | 5,29    |
| Украинцы       | 609         | 3,08    |
| Другие         | 691         | 3,50    |
| Итого          | 19 746      | 100,00  |

## Инфраструктура
- Сельский дом культуры[38]. Открыт 30 сентября 1955 года[39]
- Сельская библиотека. Открыта в 1904 году[40] (по другим данным 1 марта 1903 года[41])
- Молодёжный центр[42]
- Незлобненская районная больница[43]
- Ипподром
- Открытое кладбище[44]

## Образование
- Детский сад № 1 «Тополёк». Открыт 25 ноября 1938 года[45]
- Детский сад № 19 «Золотой петушок». Открыт 4 ноября 1983 года[45]
- Детский сад № 24 «Теремок». Открыт 1 июля 1962 года[46]
- Детский сад № 26 «Гнёздышко»[47]
- Детский сад № 28 «Мишутка»
- Средняя общеобразовательная школа № 12[48]. Открыта 25 января 1965 года[39]
- Средняя общеобразовательная школа № 13[49]
- Детская музыкальная школа. Открыта 19 мая 1972 года[46]
- Детско-юношеская спортивная школа[50]
- Специальная (коррекционная) общеобразовательная школа № 22[51]

## Экономика
В начале 1990-х годов колхоз реорганизован в СПК «Дружба».
На территории станицы действуют 88 различных предприятий. ОАО «НКХП», АОЗТ ПМК «Незлобненская», элеватор, НПО «Нива Ставрополья», пять автозаправочных станций. Самые крупные из них:
- Незлобненский комбинат хлебопродуктов. Построен 28 сентября 1908 года промышленником А. В. Кащенко[45]
- ЛПДС «Незлобная»
- управление магистральных газопроводов.
- ООО СХП «Новая Дружба». Образовано 5 сентября 2000 года[52]

## Религия
- Церковь Святого Архистратига Божия Михаила

## Люди, связанные со станицей
- Кондратьев Алексей Иванович (1941) - награждён орденом «Знак Почёта», двумя орденами Трудового Красного Знамени[53]

## Памятники
- Братская могила воинов, погибших в годы гражданской и Великой Отечественной войн. 1918—1920, 1942—1943, 1955 года, реставрирован в 1976 году[54]
- Братская могила советских воинов, погибших в годы Великой Отечественной войны. 1975 год[55]
- Памятник В. И. Ленину[56]